# Aeroportul Regional Golden Triangle
Aeroportul Regional Golden Triangle (IATA: GTR, ICAO: KGTR, FAA LID: GTR) este un aeroport din Mississippi, Statele Unite ale Americii ce deservește zona Columbus⁠(d). Aeroportul a fost tranzitat în 2019 de 103.364 de pasageri.
Situat la o altitudine de 80 m, aeroportul dispune de 1 pistă.

## Infrastructură

### Piste
Aeroportul dispune de o singură pistă. Pista 18/36 are suprafața de asfalt și dimensiunile 8.003 picioare × 150 picioare. 